# Франция на летних Олимпийских играх 1984
Франция на летних Олимпийских играх 1984 была представлена 238 спортсменами в 21 виде спорта.
Сборная Франции показала свой лучший результат в медальном зачёте после игр 1948 года, когда французские спортсмены стали обладателями 32 наград.

## Награды

### Золото
| Золото | |                                                        |
| №      | Спортсмены | Вид спорта (дисциплина)                                |
| 1      | Пьер Кинон | Лёгкая атлетика (мужчины, прыжки с шестом)             |
| 2      | Филипп Эберле | Стрельба (мужчины, пневматическая винтовка, 10 метров) |
| 3      | Филипп Буасс | Фехтование (мужчины, индивидуальная шпага)             |
| 4      | Жан-Франсуа Ламур | Фехтование (мужчины, индивидуальная сабля)             |
| 5      | Мишель Бенсуссан Мишель Бибар Доминик Бижота Франсуа Бриссон Патрик Гаранде Филипп Жанноль Жан-Луи Занон Даниель Ксюэреб Патрик Кюбен Жан-Клод Лемуль Ги Лякомб Жан-Филипп Рор Альбер Рюст Дидье Сенак Жан-Кристоф Тувенель Жозе Туре Вильям Эяш | Футбол (мужчины)                                       |

### Серебро
| Серебро |                                                                         |                                                                |
| №       | Спортсмены                                                              | Вид спорта (дисциплина)                                        |
| 1       | Бернар Брежон Патрик Лефулон                                            | Гребля на байдарках и каноэ (мужчины, байдарка-двойка, 1000 м) |
| 2       | Анджело Паризи                                                          | Дзюдо (мужчины, свыше 95 кг)                                   |
| 3       | Жозеф Махмуд                                                            | Лёгкая атлетика (мужчины, 3000 метров с/п)                     |
| 4       | Фредерик Делькур                                                        | Плавание (мужчины, 200 м, на спине)                            |
| 5       | Мишель Бюри                                                             | Стрельба (мужчины, малокалиберная винтовка, лёжа)              |
| 6       | Филипп Буасс Жан-Мишель Анри Оливье Ленгле Филипп Рибу Мишель Салесс    | Фехтование (мужчины, командная шпага)                          |
| 7       | Жан-Франсуа Ламур Франк Дюше Эрве Гранже-Вейрон Филипп Делрьё Пьер Гишо | Фехтование (мужчины, командная сабля)                          |

### Бронза
| Бронза |                                                                                   |                                                                  |
| №      | Спортсмены                                                                        | Вид спорта (дисциплина)                                          |
| 1      | Кристоф Тьоззо                                                                    | Бокс (мужчины, до 71 кг)                                         |
| 2      | Фабрис Кола                                                                       | Велоспорт (мужчины, гит на 1000 метров)                          |
| 3      | Бернар Брежон                                                                     | Гребля на байдарках и каноэ (мужчины, байдарка-одиночка, 500 м)  |
| 4      | Франсуа Бару Филипп Боккара Паскаль Бушери Дидье Вавассёр                         | Гребля на байдарках и каноэ (мужчины, байдарка-четвёрка, 1000 м) |
| 5      | Дидье Уайе Эрик Рено                                                              | Гребля на байдарках и каноэ (мужчины, каноэ-двойка, 500 м)       |
| 6      | Марк Александр                                                                    | Дзюдо (мужчины, до 65 кг)                                        |
| 7      | Мишель Новак                                                                      | Дзюдо (мужчины, до 78 кг)                                        |
| 8      | Тьерри Виньерон                                                                   | Лёгкая атлетика (мужчины, прыжки с шестом)                       |
| 9      | Мишель Шардонне                                                                   | Лёгкая атлетика (женщины, 100 м с барьерами)                     |
| 10     | Тьерри Пепонне Люк Пилло                                                          | Парусный спорт (мужчины, класс 470)                              |
| 11     | Катрин Пуаро                                                                      | Плавание (женщины, 100 м, брасс)                                 |
| 12     | Дидье Бубе Жоэль Бузу Поль Фур                                                    | Современное пятиборье (мужчины, командное первенство)            |
| 13     | Филипп Ватюон                                                                     | Спортивная гимнастика (мужчины, вольные упражнения)              |
| 14     | Филипп Рибу                                                                       | Фехтование (мужчины, индивидуальная шпага)                       |
| 15     | Марк Сербони Патрик Грок Паскаль Жолио Филипп Омнес Фредерик Петрушка             | Фехтование (мужчины, командная рапира)                           |
| 16     | Вероник Брукье Брижитт Латриль-Годен Паскаль Тренке Анн Мегре Лоранс Моден-Сессак | Фехтование (женщины, командная рапира)                           |

## Результаты соревнований

### Академическая гребля
В следующий раунд из каждого заезда проходили несколько лучших экипажей (в зависимости от дисциплины). В финал A выходили 6 сильнейших экипажей, ещё 6 экипажей, выбывших в полуфинале, распределяли места в малом финале B
Мужчины
| Соревнование | Спортсмены | Предварительный заезд | Предварительный заезд | Предварительный заезд | Отборочный заезд | Отборочный заезд | Отборочный заезд | Полуфинал | Полуфинал | Полуфинал | Финал   | Финал   | Итоговое место |
| Соревнование | Спортсмены | Заезд                 | Время                 | Место                 | Заезд            | Время            | Место            | Заезд     | Время     | Место     | Время   | Место   | Итоговое место |
| ------------ | ---------- | --------------------- | --------------------- | --------------------- | ---------------- | ---------------- | ---------------- | --------- | --------- | --------- | ------- | ------- | -------------- |
| одиночки     | Денис Гейт | 1                     | 7:41,22               | 5                     | 2                | 7:31,55          | 3 Q              | 2         | 8:00,33   | 6         | Финал B | Финал B | 12             |
| одиночки     | Денис Гейт | 1                     | 7:41,22               | 5                     | 2                | 7:31,55          | 3 Q              | 2         | 8:00,33   | 6         | 7:37,82 | 6       | 12             |

### Плавание
В следующий раунд на каждой дистанции проходят лучшие спортсмены по времени, независимо от места занятого в своём заплыве.
Мужчины
| Соревнование         | Спортсмен    | Предварительные заплывы | Предварительные заплывы | Финал     | Финал |
| Соревнование         | Спортсмен    | Результат               | Место                   | Результат | Место |
| -------------------- | ------------ | ----------------------- | ----------------------- | --------- | ----- |
| 400 м вольный стиль  | Франк Иаконо | 3:55,07                 | 8                       | 3:54,58   | 5     |
| 1500 м вольный стиль | Франк Иаконо | 15:27,27                | 8                       | 15:26,96  | 5     |